# Königswalde
Königswalde település Németországban, azon belül Szászország tartományban. Lakosainak száma 2173 fő (2023. december 31.). Königswalde Vejprty, Kryštofovy Hamry, Sehmatal és Jöhstadt községekkel határos.

## Népesség
A település népességének változása:
| Lakosok száma | 2237 | 2220 | 2177 | 2189 | 2173 |
|               | 2017 | 2019 | 2021 | 2022 | 2023 |